# 2.º Regimiento Panzer SS Das Reich
El 2.º Regimiento Panzer SS Das Reich (2. SS-Panzer-Regiment Das Reich) fue una unidad de la Waffen-SS durante la Segunda Guerra Mundial.

## Historia
Fue formado el 14 de octubre de 1942 con partes de la 2.º División Panzer SS Das Reich:
- Regimiento de Estado Mayor
- II Batallón (dos ligeras y una Compañía Media)

El I Batallón fue formado desde el renombrado 2.º Batallón Panzer SS en octubre de 1942. La Compañía Pesada Panzer/2.º Regimiento Panzer SS fue formada el 15 de noviembre de 1942. En abril de 1943 la Compañía Pesada Panzer fue renombrada 2.º Compañía/Batallón Pesado Panzer del General del Cuerpo Panzer SS, pero permaneció con el regimiento como la Compañía Pesada Panzer hasta abril de 1944. 
El I Batallón fue enviado de vuelta a Alemania para convertirse en los Panthers el 1 de mayo de 1943, y el III Batallón se formó con dos T-34 y una Compañía Ligera. El I Batallón se reunió con el regimiento en agosto de 1943. En septiembre de 1943, SS-Oberscharführer Ernst Barkmann se unió a la 4.º Compañía/II Batallón/2.º Regimiento Panzer SS Das Reich. El 22 de octubre de 1943 al III Batallón se le ordena su disolución, debido a las pérdidas en combate, el regimiento fue reducido a un Batallón con una Compañía, equipado con los Pzkpfw V, Pzkpfw IV, y el 4 de diciembre de 1943 fue equipado con los Pzkpfw VI. Este Batallón se mantuvo en el Oriente como parte de la 2.º División Panzer SS Das Reich (Kampgruppe), mientras que el resto de la división fueron transferidos al Oeste para el descanso y el reacondicionamiento. El 11 de abril de 1944 el Grupo de Combate recibió la orden de unirse a la División del Oeste. El 11 de abril de 1944 el regimiento recibió la orden de reorganizar dos Batallones cada uno con cuatro Compañías. El regimiento fue diezmado en la Bolsa de Falaise, en agosto de 1944. El I Batallón fue reconstruido en cuatro Compañías Panther y el II Batallón fue reconstruida con dos Pzkpfw IV y dos Compañías StuG, en noviembre de 1944.

## Condecoraciones

### Oficiales y Soldados Condecorados Por su Valor en Combate

#### Cruz de Caballero de la Cruz de Hierro con Hojas de Roble
- Karl Klowski - (11 de agosto de 1944)
- Christian Tychsen - (10 de diciembre de 1943)

#### Cruz de Caballero de la Cruz de Hierro
- Karl-Heinz Boska - (16 de diciembre de 1943)
- Friedrich Holzer - (10 de diciembre de 1943)
- Dieter Kesten - (12 de noviembre de 1943)
- Willi Simke- (16 de diciembre de 1943)
- Johann Thaler - (14 de agosto de 1943)
- Karl-Heinz Worthmann - (31 de marzo de 1943)
- Hans Albin Freiherr von Reitzenstein - (13 de noviembre de 1943)
- Karl Klowski - (11 de julio de 1943)
- Christian Tychsen - (31 de marzo de 1943)
- Ernst Barkmann - (27 de agosto de 1944)
- Rudolf Enseling - (23 de agosto de 1944)
- Franz Frauscher - (31 de diciembre de 1944)
- Fritz Langanke - (27 de agosto de 1944)
- Karl Muhleck - (4 de junio de 1944)
- Adolf Reeb - (23 de agosto de 1944)
- Horst Gresiak - (25 de enero de 1945)
- Johann Veith - (14 de febrero de 1945)
- Emil Seibold - (6 de mayo de 1945)